# 特万特佩克地峡

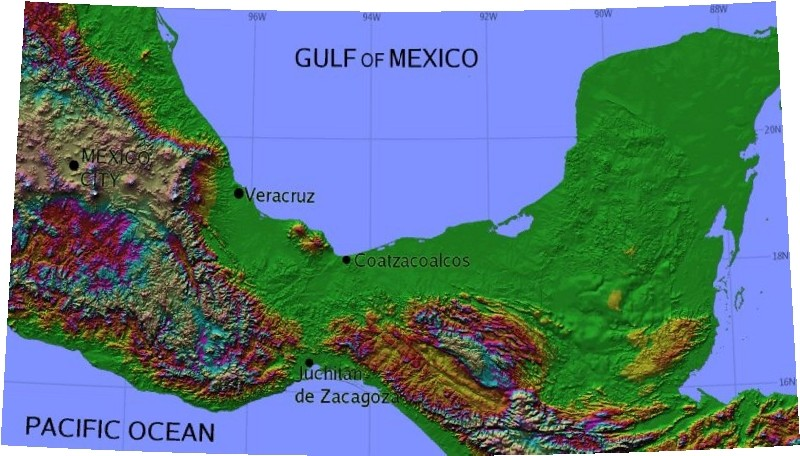
特万特佩克地峡

特万特佩克地峡（西班牙語：Istmo de Tehuantepec）位于墨西哥东南部，处于墨西哥湾与太平洋之间，最窄处约220公里。连接北美洲和中美洲。属于下陷谷地，海拔一般不超过200米。

17°12′47″N 94°44′24″W / 17.213°N 94.740°W